# Polvorgabe
Die Polvorgabe bzw. Eigenwertvorgabe ist eine geradlinige Methode, einen Regler im 
Zustandsraum zu entwerfen. Sie besteht aus drei Schritten, die ggf. mehrfach wiederholt werden können:
1. Vorgabe der Eigenwerte bzw. Pole des geschlossenen Regelkreises
2. Berechnung der Zustandsrückführung
3. Überprüfung, ob das Einschwingverhalten bzw. der Stellgrößenverlauf das gewünschte Verhalten haben

Grundlage für dieses Vorgehen ist der enge Zusammenhang zwischen den Eigenwerten eines Systems (hier des geschlossenen Regelkreises) und seiner Sprungantwort.
Besonders einfach wird das Verfahren beim Entwurf von vollständigen Zustandsrückführungen für Eingrößensysteme, da hier in der Regel eine eindeutige Rückführung existiert. Sie kann mit der sog. Formel von Jürgen Ackermann ermittelt werden.
Für Systeme mit mehr als einer Stellgröße (Mehrgrößensysteme) existieren die Verfahren der modalen Polvorgabe und die Entkopplung nach Falb-Wolovich.
Wenn nicht alle Zustandsgrößen messbar sind, können die nicht messbaren Größen durch einen Beobachter aus den messbaren Größen berechnet werden.
Beim Entwurf von Ausgangsrückführungen werden nicht alle Zustandsgrößen zurückgeführt. Dies ist der Fall, wenn einerseits nicht alle Zustandsgrößen messbar sind, andererseits aber ein Beobachter nicht eingesetzt werden kann. Hier ist man auf numerische Methoden angewiesen.
Ein anderer Weg zum Entwurf von Zustandsreglern ist die Optimale Regelung.

## Vorgabe der Pole
Zur Wahl der Pole bzw. Eigenwerte des Regelkreises lässt sich keine generelle Vorgehensweise angeben. Natürlich müssen alle Pole links der Imaginärachse liegen, um die Stabilität zu sichern. Zu weit links wird man sie nicht legen können, da dies bei realen Systemen in die Stellgrößenbeschränkung führt.
Eine kleine Nebenrechnung an dieser Stelle soll demonstrieren, warum Eigenwerte der Systemmatrix den Polen der Übertragungsfunktion entsprechen.
Ausgangspunkt ist die Zustandsgleichung {\displaystyle {\dot {x}}(t)=Ax(t)+Bu(t)}, die mit Hilfe der Laplace-Transformation in den Bildraum transformiert wird (unter Vernachlässigung von Anfangswerten):
{\displaystyle sX(s)=AX(s)+BU(s)}
{\displaystyle (sI-A)X(s)=BU(s)}
{\displaystyle X(s)=(sI-A)^{-1}BU(s)}
Aufstellen der Übertragungsfunktion liefert:
{\displaystyle G(s)={\frac {Y(s)}{U(s)}}={\frac {CX(s)}{U(s)}}={\frac {C(sI-A)^{-1}BU(s)}{U(s)}}={\frac {C\operatorname {adj} (sI-A)B}{\det(sI-A)}}\qquad {\text{mit}}\qquad (sI-A)^{-1}={\frac {\operatorname {adj} (sI-A)}{\det(sI-A)}}},
wobei {\displaystyle \operatorname {adj} (sI-A)} die Adjunkte der Matrix {\displaystyle (sI-A)} ist.
Wenn man nun die Pole der Übertragungsfunktion bestimmen will, gilt es die Gleichung {\displaystyle \det(sI-A)=0} zu lösen, die ebenfalls die Gleichung zur Bestimmung von Eigenwerten der Matrix {\displaystyle A} darstellt.

## Bestimmung der Reglerparameter
Das System sei im Zustandsraum durch
{\displaystyle {\dot {x}}=Ax+Bu}
beschrieben und es soll eine Rückführung
{\displaystyle u=-Kx}
bestimmt werden. Dann wird der geschlossene Regelkreis durch
{\displaystyle {\dot {x}}=(A-BK)x}
beschrieben. Die Eigenwerte des geschlossenen Regelkreises sind die Lösung {\displaystyle s_{i}} der Gleichung
{\displaystyle \det \left[sI-\left(A-BK\right)\right]=0.}
Das Wesen der Polvorgabe besteht nun darin, die Elemente von {\displaystyle K} so zu bestimmen, dass
{\displaystyle \det \left[sI-\left(A-BK\right)\right]=\prod _{i=1}^{n}(s-s_{i})}
gilt. Die {\displaystyle s_{i}} sind dabei die Sollpole des geschlossenen Regelkreises.
Ist {\displaystyle n} die Systemordnung so führt ein Koeffizientenvergleich zu {\displaystyle n} Gleichungen.
Bei Eingrößensystemen stehen diesen die {\displaystyle n} Elemente des Zeilenvektors {\displaystyle k^{T}=K} gegenüber. Ist das System steuerbar, so kann eine eindeutige Lösung angegeben werden.
Bei Mehrgrößensystemen mit {\displaystyle p} Stellgrößen sind {\displaystyle p\times n} Elemente von {\displaystyle K} zu bestimmen, d. h. das Gleichungssystem ist unterbestimmt. Andererseits sind die Gleichungen nichtlinear, sodass keine allgemeine Lösung angegeben werden kann.
Die Verfahren der modalen Regelung und der Entkopplung nach Falb-Wolovich schränken den Lösungsraum derart ein, dass eine Lösung angegeben werden kann.

### Polvorgabe bei Eingrößensystemen
Die Reglerparameter bestimmen sich nach der Formel von Ackermann in folgender Weise:
Es sei
{\displaystyle p(s)=\prod _{i=1}^{n}(s-s_{i})=s^{n}+p_{n-1}s^{n-1}+\dots +p_{1}s+p_{0}}
das gewünschte charakteristische Polynom des geschlossenen Regelkreises.
Dann bestimmt sich die Reglermatrix nach
{\displaystyle K=k^{T}=t_{1}^{T}\left(A^{n}+p_{n-1}A^{n-1}+\dots +p_{1}A+p_{0}I\right)=t_{1}^{T}\cdot p(A).}
Dabei ist {\displaystyle t_{1}^{T}} die letzte Zeile der inversen Steuerbarkeitsmatrix
{\displaystyle Q_{S}^{-1}=\left[b,Ab,\dots ,A^{n-1}b\right]^{-1}.}
Damit ist auch der Zusammenhang zwischen der Polvorgabe und der dazu notwendigen Bedingung der Steuerbarkeit offensichtlich.
Tatsächlich wird man natürlich nicht {\displaystyle Q_{S}} invertieren, sondern das lineare Gleichungssystem
{\displaystyle t_{1}^{T}\cdot Q_{S}=\left[0,\dots ,0,1\right]}
lösen.
Nach  wurde dieser Zusammenhang erstmals in 
 angegeben.
Die Verbindung dieser Entwurfsformel mit dem Namen Jürgen Ackermann findet sich z. B. in 

### Polvorgabe bei Mehrgrößensystemen

#### Modale Regelung
Die modale Regelung erlaubt die Verschiebung von {\displaystyle p} Eigenwerten, wobei {\displaystyle p} die Anzahl der Stellgrößen ist. Durch mehrfaches Durchführen können aber letztlich alle Pole verschoben werden.
Die Reglermatrix bestimmt sich nach
{\displaystyle K={\begin{pmatrix}w_{1}^{T}B\\\vdots \\w_{p}^{T}B\end{pmatrix}}^{-1}\cdot \operatorname {diag} (\lambda _{1}-s_{1},\dots ,\lambda _{p}-s_{p})\cdot {\begin{pmatrix}w_{1}^{T}\\\vdots \\w_{p}^{T}\end{pmatrix}}.}
Dabei sind {\displaystyle w_{i}^{T}} die sog. Linkseigenvektoren, also die Zeilen der Inversen der Eigenvektormatrix der Systemmatrix {\displaystyle A}, {\displaystyle \lambda _{i}} die Eigenwerte des Systems und {\displaystyle s_{i}} die Solleigenwerte.
Die nicht gezielt verschobenen Eigenwerte bleiben bei diesem Entwurfsverfahren unverändert. Sollen diese auch verschoben werden, so ist das Verfahren abermals auf den geschlossen (inneren) Regelkreis anzuwenden.
Nach  stammt das Verfahren von H. H. Rosenbrock (1962).

#### Entkopplung nach Falb-Wolovich
Ziel der Entkopplung nach Falb-Wolowich ist ein Führungsverhalten, bei dem eine Änderung einer Führungsgröße auch nur die dazugehörige Regelgröße beeinflusst.
Nach  wird er in  vorgestellt. Es lässt sich auf zeitvariante und nichtlineare Systeme erweitern. Für Details sei auf  verwiesen.